# Progressive death metal
Il progressive death metal (da alcuni definito extreme progressive metal) è un sottogenere di musica heavy metal che fonde le caratteristiche basilari del death metal a quelle del rock progressivo o del progressive metal. Le sonorità spaziano da ritmiche potenti ed aggressive ad intervalli maggiormente melodici, nei quali la progressione musicale prende il sopravvento.

## Le origini e lo stile
Il genere si sviluppa e si afferma agli inizi degli anni novanta grazie ad un immaginario ponte che unì i paesi scandinavi (che, anche in questo caso, si sostanziarono come "culla" delle sonorità più vicine al metal estremo) e gli Stati Uniti d'America. Furono infatti gli Atheist con il loro Piece of Time, da un lato, e gli Opeth (qualche anno dopo) con Morningrise dall'altro. Altra pietra miliare del genere è Human degli statunitensi Death, del 1991.
In realtà le due band finirono per analizzare e sviluppare due lati differenti del medesimo genere, gli Atheist quello maggiormente tecnico, dando vita, assieme ai connazionali Cynic a quello che poi sarebbe stato chiamato technical death metal (comunque già anticipato, secondo molti, dai Nocturnus nel 1990 con il loro album di debutto The Key), gli Opeth quello maggiormente melodico ed atmosferico, infarcendo le loro produzioni musicali di espliciti riferimenti al rock progressivo (in particolare a quello degli amici Porcupine Tree) e concentrando l'attenzione dell'ascoltatore sui continui intervalli fra melodica e distorsione.
Proprio la musica degli Opeth permise, nella seconda metà degli anni novanta, lo sviluppo e l'affermazione di questo sottogenere musicale. Chiaro esempio può essere l'influenza che la band svedese ha avuto sulla musica degli italiani Novembre, fra l'altro amici di Mikael Åkerfeldt e compagni che fra il 1993 ed il 1996 (Orchid esce nel 1995 e lo stesso Carmelo Orlando dichiara di esserne rimasto influenzato ) mutano sostanzialmente il loro stile per approdare, prima, con Wish I Could Dream It Again..., ad un progressive death ancora parzialmente ancorato al death old school che aveva caratterizzato le loro origini stilistiche e poi, con Arte Novecento, all'inserimento di elementi gothic metal, maggiormente atmosferici, poetici e progressivi.
Principali caratteristiche del genere sono le strutture caotiche dei brani, cambi di tempo e utilizzo di tempi dispari, armonizzazioni e melodie sperimentali e l'inclusione, nelle classiche sonorità death, di altri generi come rock progressivo, jazz e musica classica.

## I gruppi
Importanti esponenti, nonché precursori, di questa corrente sono gli Opeth che hanno saputo unire i tratti più aggressivi del death metal, come il growl e le chitarre estremamente distorte, ad una tecnica musicale molto elaborata e a melodie tipiche del rock progressivo anni settanta.
Altre band come gli Amorphis sono passate da un death metal puro ad un progressive death metal molto contaminato con componenti folk metal e, soprattutto negli ultimi lavori, chiari rimandi al gothic metal. Sono annoverati fra i maggiori esponenti del genere anche gli Edge of Sanity e i Nocturnus, la prima band death metal a dare notevole ruolo all'uso delle tastiere, le quali prima di allora erano relegate spesso a scopo di creare semplici tappeti sonori. Anche i testi rappresentavano una grossa novità poiché erano di matrice fantascientifica. Si possono accostare al progressive death metal anche gli israeliani Orphaned Land, che si fanno notare per la loro miscela omogenea di death metal, progressive metal e death doom metal con testi e sonorità medio-orientali basati sulla culturalità ebraica. Altri gruppi importanti che propongono un death metal progressivo ma decisamente più estremo sono i tedeschi Obscura, Necrophagist e Alkaloid, mentre in Canada abbiamo Augury e Beyond Creation.